# Tango (âm nhạc)
Tango là một phong cách âm nhạc viết theo nhịp 2/4 hoặc 4/4, có nguồn gốc từ dân châu Âu nhập cư sang Argentina và Uruguay. Loại nhạc này theo truyền thống được chơi với một cây ghita đơn hoặc một cặp ghita hoặc một ban nhạc (orquesta típica) gồm ít nhất hai cây vĩ cầm, sáo, dương cầm, double bass và ít nhất hai đàn bandoneón. Thi thoảng orquesta típica còn có thêm ghita và clarinet. Tác phẩm nhạc tango có thể không lời hoặc có lời. Âm nhạc tango và vũ điệu tango đã trở nên nổi tiếng khắp thế giới.

## Lịch sử